# Caradrina rosea
Caradrina rosea är en fjärilsart som beskrevs av Charles Boursin 1936. Caradrina rosea ingår i släktet Caradrina och familjen nattflyn. Inga underarter finns listade i Catalogue of Life.